# Sabin Gherman

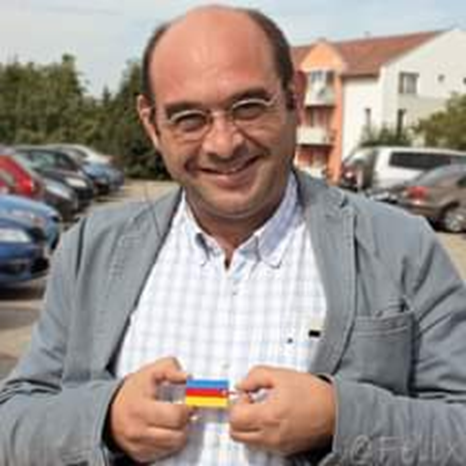
Sabin Gherman ținând în mână un închipuit steag al Transilvaniei.

Sabin Gherman, (n. 22 noiembrie 1968, Zau de Câmpie, județul Mureș) este un jurnalist și publicist din România, cunoscut mai ales ca activist pentru separarea Transilvaniei, sau a unor părți din aceasta de România. Curtea de Apel București, care și-a însușit punctul de vedere al Ministerului Public, potrivit căruia regionalizarea aduce atingere legii siguranței naționale, scoate  în afara legii formatiunea Liga Transilvania-Banat, fondată de Sabin Gherman.  Sabin Gherman este și autorul cunoscutului și controversatului manifest M-am săturat de România. Manifestul este controversat din cauza caracterului său rasist: de exemplu, Gherman insinuează în manifest că românii din Vechiul Regat – care includea în principal Țara Românească, Dobrogea și Moldova – sunt inferiori locuitorilor Transilvaniei, iar superioritatea transilvănenilor s-ar datora populației de origine germană și maghiară..

## Biografie
Sabin Gherman s-a născut la data de 22 noiembrie 1968, în satul Zau de Câmpie, județul Mureș. A absolvit cursurile Facultății de Litere, secția română-franceză a Universității din Craiova. În perioada 1992-1999 a lucrat ca redactor, apoi realizator la TVR Cluj. 
A publicat două volume de versuri, Phaluscriptum (1991) și Bă Ghermane (1993). În anul 1998 a publicat articolul M-am săturat de România în cotidianul "Monitorul de Cluj", eseu asimilat mai apoi ca manifest al Fundației ProTransilvania. Între anii 1999-2000 conferențiază la diferite universități din Viena și Budapesta. 
În mai 2000 devine fondator și președinte al Ligii Transilvania-Banat. În prezent, este jurnalist liber profesionist și este mandatat din partea Alianței Libere Europene ca raportor pentru România.
A candidat la alegerile din 6 iunie 2004 pentru funcția de primar al municipiului Cluj-Napoca, ca reprezentant al Partidului Creștin Democrat, obținând un număr de 652 voturi, adică 0,43% din voturile exprimate.

## Manifestul "M-am săturat de România"
La data de 16 septembrie 1998, Sabin Gherman a publicat controversatul articol "M-am săturat de România" în cotidianul "Monitorul de Cluj". Publicarea articolului a atras la vremea respectivă un val de proteste din partea majorității gazetarilor și a lumii politice românești pentru faptul că promova ideea autonomiei administrative a Transilvaniei față de România. Astăzi  articolul este controversat în primul rând din cauza conținutului rasist. Pe lângă faptul că în manifest Gherman insinuează, că locuitorii Transilvaniei ar fi superiori românilor din Vechiul Regat, el face aluzie la cultura românească folosind cuvintele peiorative "civilizația semințelor de bostan". Mai mult, el pretinde că românii nu au învățat mimic de la unguri, austrieci și nemți, fapt pentru care civilizația europeană se termină la arcul Carpaților, acolo unde se termină și Transilvania.
„„M-am saturat de Mitica, de smechereala si tigania pe care le lasa in urma acest nume de tara, Romania.”

"Eu nu vreau să emigrez numai pentru că de 10 ani nu se face nimic. Doar că m-am săturat de România. De sinonimele ei. De eroismele ei, scoase din orice context istoric. [...]" 
Dacă regret ceva, acum la treizeci de ani, e că m-am născut aici, că fac parte din cei ce au învățat pe la școli că poporul ăsta, boborul, domnilor, a fost într-o erecție continuă în fața istoriei. Care popor? Noi, cei care n-am făcut nici măcar o dată dovada virilității, noi, care în timpul invaziilor ne ridicam poalele în cap și fugeam în păduri, noi, care leșinam prin sălile unde se hotăra istoria, noi, care astăzi ne scremem pentru o bucată de pâine și nu mai știm ce șmechereli să mai inventăm. [...]
"Care popor? Noi, cei care n-am facut nici macar o data dovada virilitatii, noi, care in timpul invaziilor ne ridicam poalele in cap si fugeam in paduri, noi, care lesinam prin salile unde se hotara istoria, noi, care astazi ne scremem pentru o bucata de piine si nu mai stim ce smechereli sa mai inventam."
Seriozitatea, eleganța, disciplina - atribute ale Ardealului - au fost invadate de miticisme, de balcanisme ordinare, de civilizația semințelor de bostan. Era o șansă pentru România să se unească cu Transilvania, să învețe cîte ceva din organizarea ei, din sistemele ei de valori. N-a fost așa; România a înghițit Transilvania - de aceea din trei în trei metri aluneci astăzi pe flegmele de pe marile bulevarde. N-o spun eu, ci un egal al lui Dumnezeu, Cioran.

"Aici se maninca seminte de bostan, se vorbeste cu “este multi” si lumea in general se naste, se inmulteste si moare. N-au invatat nimic de la unguri, n-au invatat nimic de la austrieci, n-au invatat nimic de la nemti. Au trecut prea repede de la furculision la “Treceti batalioane romane Carpatii”. Poate de aceea cei mai vajnici “aparaaori” ai Transilvaniei s-au nascut dincolo de Carpati. Poate de aceea Europa se termina pe undeva pe linga Brasov. Acolo se termina si Transilvania. Pentru ca in afara de limba si sosele proaste nu avem nimic in comun."”—Sabin Gherman - M-am săturat de România''
În decembrie 1999, la Editura "Erdélyi Híradó" din Cluj, a fost lansată cartea "M-am săturat de România. Fenomenul Sabin Gherman în viziunea presei", având 422 pagini în care este analizată percepția manifestului lui Sabin Gherman în presa română.

## Liga Transilvania-Banat
Liga Transilvania-Banat a fost o mișcare politică în România înființată în martie 2002 de către Sabin Gherman. Autor al Manifestului "M-am săturat de România". Mișcarea a fost înființată cu scopul de a milita pentru separarea Transilvaniei de România, ceea ce a stârnit controverse și opoziție din partea altor partide politice. În ciuda controversei în legătură cu înființarea și obiectivele sale, Liga Transilvania-Banat a câștigat un număr semnificativ de susținători, cu aproximativ 28.000 de membri în martie 2004. Mișcarea a fost activă în militarea pentru autonomia regională și conservarea culturală, participând la campanii politice și alegeri. Pe lângă activitățile sale politice, Liga Transilvania-Banat s-a concentrat și pe inițiative culturale și sociale, inclusiv organizarea de evenimente și festivaluri pentru promovarea patrimoniului cultural al regiunilor Transilvania și Banat.

## Cărți publicate
- Phalus scriptum (București, 1991);
- Bă Ghermane (Cluj, 1993);
- M-am săturat de România (Monitorul de Cluj, 1998).

### Editor
- Iuliu Maniu, Patria de lux. Memorandul românilor din Transilvania (Ardeal, Banat, Crișana, Satu-Mare, Maramureș) prezentat M.S. Regelui Carol II în 15 decembrie 1938, ediție îngrijită și prefațată de Sabin Gherman, 84 de pagini, 2001.

## Aprecieri critice
„Nu știm cine este și ce va face de acum încolo dl. Sabin Gherman. Însă ne permitem de a așeza textul d-sale pe dâra incandescentă a scriitorilor, gânditorilor, gazetarilor căutători de autenticitate și puritate, a înnoitorilor răstimpului amintit. E cazul să ne reobișnuim cu adevărurile analizei, eventual mânioase, precum cu o expresie a sănătății istorice a acestui pământ.”—Gheorghe Grigurcu